# Кадзё (848—851)
Кадзё или Касё (яп. 嘉祥 кадзё:, касё:, доброе предзнаменование) — девиз правления (нэнго) японских императоров Ниммё и Монтоку с 848 по 851 год .

## Продолжительность
Начало и конец эры:
- 13-й день 6-й луны 15-го года Дзёва (по юлианскому календарю — 16 июля 848 года); девиз правления был провозглашён после находки в провинции Бунго белой черепахи, которую потом представили императору;
- 28-й день 4-й луны 4-го года Кадзё (по юлианскому календарю — 1 июня 851 года).

## Происхождение
Название нэнго было заимствовано:
- из 81-го цзюаня «Ханьшу»:「百姓安、陰陽和、神霊応而嘉祥見」[4];
- из 1-го цзюаня «Вэньсюань»:「総集瑞命、備致嘉祥」[4].

## События
- 18 февраля 848 года (10-й день 1-й луны 1-го года Кадзё) — дайнагон Фудзивара Ёсифуса (904—872) был назначен удайдзином. Его дочь, Фудзивара-но Акира-кэйко, стала женой будущего императора Монтоку и матерью императора Сэйва[6];
- 848 год (6-я луна 1-го года Кадзё) — белая черепаха, найденная в провинции Бунго, была показана императору как добрый знак свыше[6];
- 849 год (4-я луна 2-го года Кадзё) — посол из корейского государства Пэкче был представлен ко двору[6];
- 849 год (5-я луна 2-го года Кадзё) — посол из Пэкче был принят императором. Учёный и поэт Оно-но Такамура написал письмо, которое должно было быть представлено двору Пэкче[6];
- 849 год (10-я луна 2-го года Кадзё) — император Ниммё отпраздновал свой 40-летний юбилей[6];
- 849 год (11-я луна 2-го года Кадзё) — император отправился в грандиозное шествие по столице. Приказал Фудзивара Ёсифуса выпустить на свободу всех заключённых тюрьмы, мимо которой он проходил. Также повелел раздавать рис и деньги нищим[6];
- 850 год (1-я луна 3-го года Кадзё) — император посетил место жительства своей матери как способ демонстрации сыновней почтительности[6];
- 6 мая 850 года (21-й день 3-го месяца 3-го года Кадзё) — император Ниммё умер в возрасте 41 года; трон перешёл к его старшему сыну[7], который через некоторое время взошёл на престол как император Монтоку[8]. Согласно пожеланию покойного, он был похоронен без помпы или церемоний. После этого Ниммё часто называют императором Фукакаса, по называнию мавзолея;
- 850 год (5-я луна 3-го года Кадзё) — умерла Татибана-но Катико (яп. 橘 嘉智子), вдова императора Сага, мать императора Ниммё и бабушка императора Монтоку. Она известна как основательница первого в Японии дзэн-буддийского храма Данрин-дзи (яп. 檀林寺), из-за чего её часто называли «императрицей Данрин» (яп. 檀林皇后). Современники почитали её благочестие[9].

## Сравнительная таблица
Ниже представлена таблица соответствия японского традиционного и европейского летосчисления. В скобках к номеру года японской эры указано название соответствующего года из 60-летнего цикла китайской системы гань-чжи. Японские месяцы традиционно названы лунами.
| 1-й год Кадзё (Земляной Дракон)      | 1-я луна*      | 2-я луна*  | 3-я луна  | 4-я луна* | 5-я луна* | 6-я луна  | 7-я луна*  | 8-я луна    | 9-я луна    | 10-я луна  | 11-я луна* | 12-я луна    |                        |
| ------------------------------------ | -------------- | ---------- | --------- | --------- | --------- | --------- | ---------- | ----------- | ----------- | ---------- | ---------- | ------------ | ---------------------- |
| Юлианский календарь                  | 9 февраля 848  | 9 марта    | 7 апреля  | 7 мая     | 5 июня    | 4 июля    | 3 августа  | 1 сентября  | 1 октября   | 31 октября | 30 ноября  | 29 декабря   |                        |
| 2-й год Кадзё (Земляная Змея)        | 1-я луна       | 2-я луна*  | 3-я луна* | 4-я луна  | 5-я луна* | 6-я луна* | 7-я луна   | 8-я луна*   | 9-я луна    | 10-я луна  | 11-я луна* | 12-я луна    | 12-я луна (високосная) |
| Юлианский календарь                  | 28 января 849  | 27 февраля | 28 марта  | 26 апреля | 26 мая    | 24 июня   | 23 июля    | 22 августа  | 20 сентября | 20 октября | 19 ноября  | 18 декабря   | 17 января 850          |
| 3-й год Кадзё (Металлическая Лошадь) | 1-я луна       | 2-я луна*  | 3-я луна* | 4-я луна  | 5-я луна* | 6-я луна* | 7-я луна   | 8-я луна*   | 9-я луна    | 10-я луна* | 11-я луна  | 12-я луна    |                        |
| Юлианский календарь                  | 16 февраля 850 | 18 марта   | 16 апреля | 15 мая    | 14 июня   | 13 июля   | 11 августа | 10 сентября | 9 октября   | 8 ноября   | 7 декабря  | 6 января 851 |                        |
| 4-й год Кадзё (Металлическая Коза)   | 1-я луна       | 2-я луна*  | 3-я луна  | 4-я луна* | 5-я луна  | 6-я луна* | 7-я луна*  | 8-я луна    | 9-я луна*   | 10-я луна  | 11-я луна* | 12-я луна    |                        |
| Юлианский календарь                  | 5 февраля 851  | 7 марта    | 5 апреля  | 5 мая     | 3 июня    | 3 июля    | 1 августа  | 30 августа  | 29 сентября | 28 октября | 27 ноября  | 26 декабря   |                        |

* звёздочкой отмечены короткие месяцы (луны) продолжительностью 29 дней. Остальные месяцы длятся 30 дней.